# Pols mineral

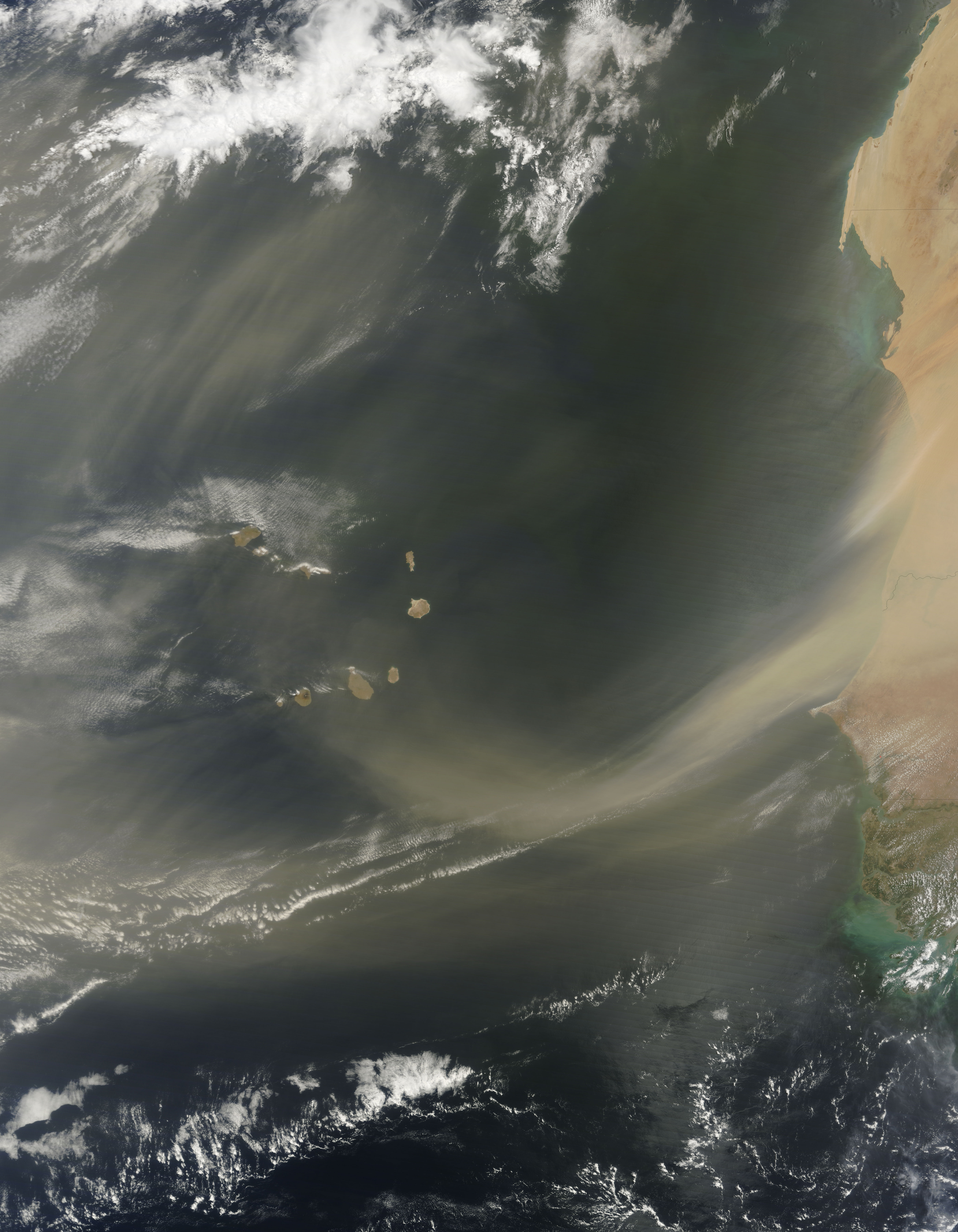
Pols mineral portada pel vent a l'Àfrica occidental.

Pols mineral és un terme usat per indicar aerosols atmosfèrics originats per la suspensió de constituents minerals del sòl que són compostos de diversos òxids i carbonats. L'activitat humana porta el 30% de la càrrega de pols a l'atmosfera terrestre. El Sàhara és la principal font de la pols mineral, la qual s'estén pels mars Mediterrani i Carib cap al nord de Sud-amèrica i Amèrica central, Nord-amèrica, i Europa. Addicionalment té un paper important en el flux de la selva de l'Amazones. Metalls com calci i magnesi són molt necessaris per les plantes i a la selva amazònica són aportats exclusivament per la pols del Sàhara que a més s'ha identificat que arriben principalment de la zona del nord-est del Llac Txad. El desert de Gobi és una altra font de pols mineral a l'atmosfera que afecta l'est d'Àsia i l'oest d'Amèrica del Nord. La pols del desert origina la pluja de fang als Països Catalans i altres llocs del món.

## Característiques
La pols mineral està constituïda principalment per òxids (SiO₂, Al₂O₃, FeO, Fe₂O₃, CaO, i altres) i carbonats (CaCO₃, MgCO₃) que constitueixen l'escorça de la Terra.
Les emissions globals de pols mineral s'han estimat en 1000 milions de tones per any, de la qual la part més grossa s'atribueixen als deserts. La pols contribueix a la deposició de minerals en els fons dels oceans. També afecta el balanç de radiació solar que arriba a la Terra. El contingut de pols atmosfèric és molt sensible als canvis climàtics.
S'estima que el 30% d'aquesta càrrega es deu a activitats humanes a través de la desertificació i ús inadequat de la terra.
Grans concentracions de pols mineral poden causar problemes a la gent amb dificultats respiratòries forçant-los a estar dins les cases quan hi ha grans concentracions de pols mineral a l'aire.
Un altre efecte notable de les partícules de pols són les coloracions atractives del cel en els capvespres en les postes de sole, ja que el Sol es reflecteix en les partícules en suspensió.

## Pols sahariana
El Sàhara és la major font de pols mineral a la Terra amb unes 600 milions de tones per any. Dins del Sàhara s'han identificat diverses zones d'emissió de pols.
La pols sahariana està principalment composta per una barreja de minerals com el quars, feldespats i argiles de vegades associada a calcita i paligorsquita.
La pols sahariana arriba a la península Ibèrica quan se situa una depressió a l'oest o sud-oest de la península o quan l'anticicló nord-africà es desplaça a l'est o sud-oest peninsular. També la combinació d'aquests ciclons i anticiclons és un escenari favorable al transport de pols sahariana.
La pols del Sàhara pot ser aixecada per convecció sobre zones desèrtiques calentes, i així pot arribar a zones de molta latitud i des d'allà ser transportada per tot el món pels vents, cobrint distàncies de milers de quilòmetres. La pols combinada amb l'aire càlid del desert del Sàhara sovint forma una capa atmosfèrica anomenada Capa d'aire saharià que té efectes significatius en el temps meteorològic tropical, especialment quan interfereix amb el desenvolupaments d'huracans. Hi ha una gran variabilitat en el transport de la pols a través de l'Atlàntic al Carib i Florida entre els anys. Degut als vents alisis, una gran concentració de pols mineral es pot trobar a l'Atlàntic tropical, arribant al Carib; S'observa un transport més episòdic a les regions mediterrànies i fins al nord d'Europa. A la regió mediterrània la pols mineral sahariana representa la principal font de nutrients pel fitoplàncton i altres organismes aquàtics. La pols del Sàhara porta el fong microscòpic Aspergillus sydowii i altres. Els fongs Aspergillus originaris del Sàhara que cuen al Carib possiblement infecten els esculls coral·lins provocant en ells la malaltia de l'aspergillosi.
També hi ha una relació amb una incidència incrementada d'asma pediàtric al Carib. Des de 1970, els episodis de pols sahariana s'an agreujat pels períodes de secada a l'Àfrica.

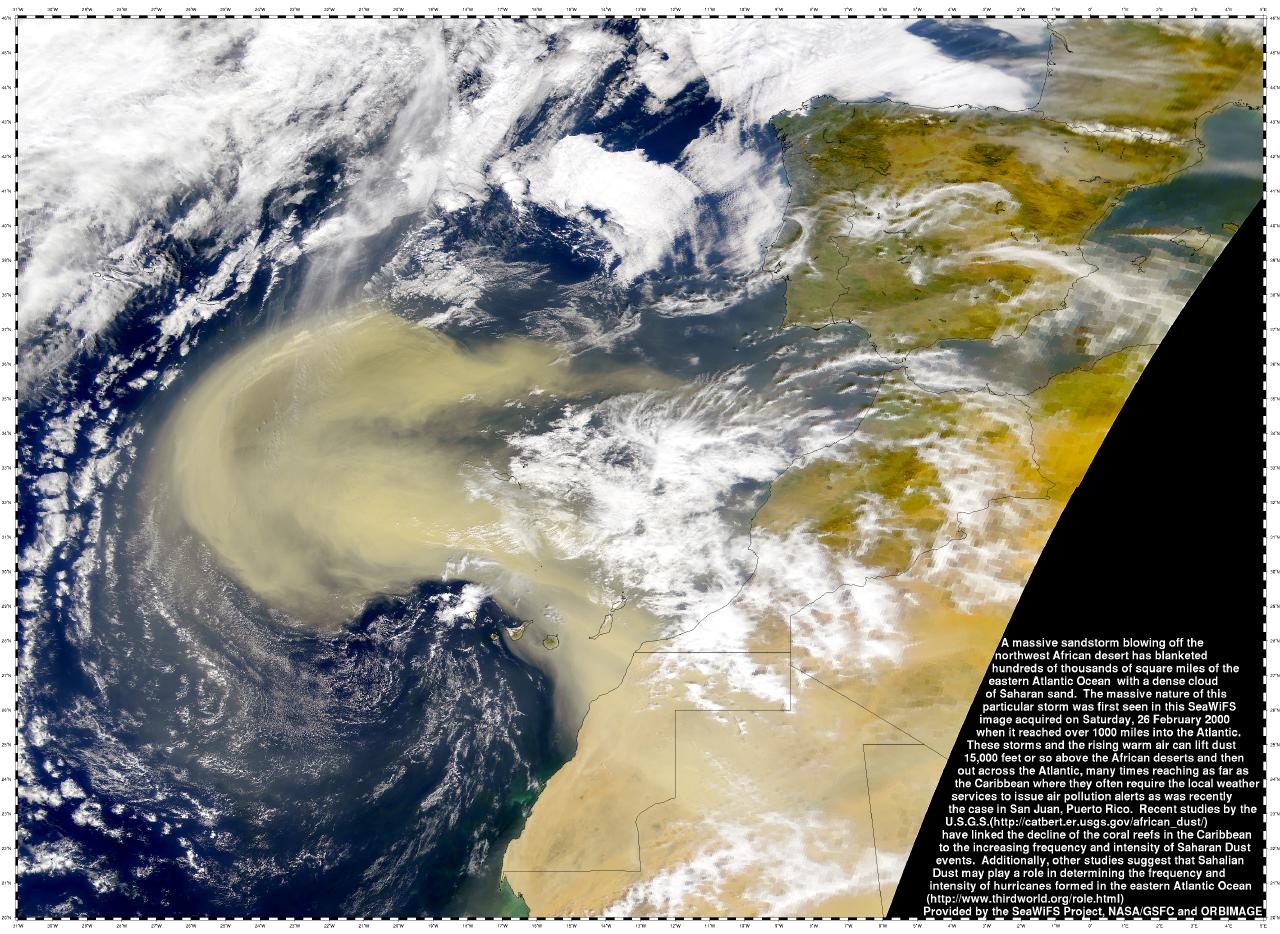
Foto des de l'espai d'un núvol de pols del Sàhara (2000) sobre l'Atlàntic est.
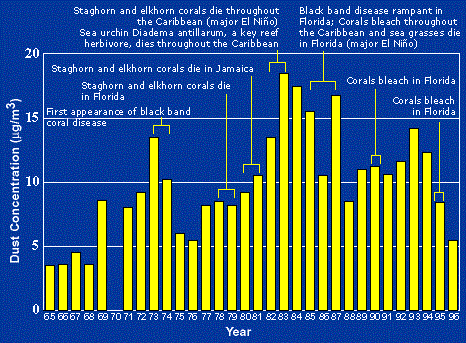
Gràfica enllaçant la pols sahariana amb mortaldats de coral al Carib i Florida.
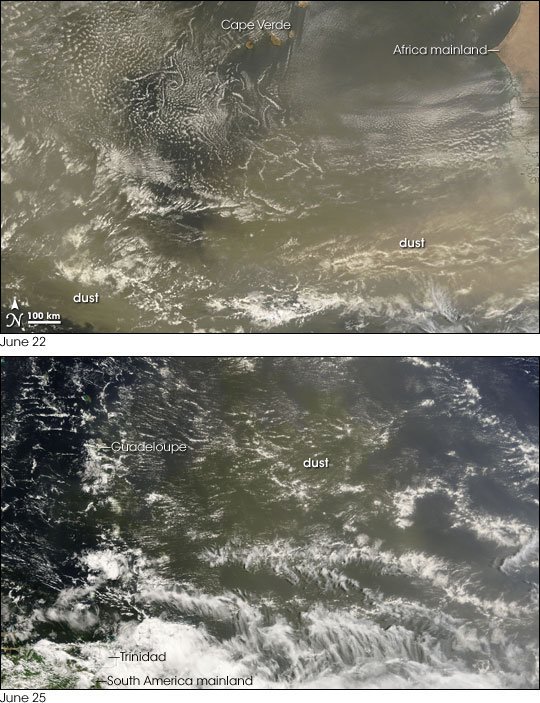
Imatge de la pols sahariana travessant l'Atlàntic.

### Efectes en la freqüència dels huracans
Segons la NASA, "els satèl·lits mostren que l'efecte de la pols va ser responsable d'un terç de la caiguda de les temperatures superficials de l'Atlàntic nord entre 2005 i 2006, possiblement contribuint a la diferència en l'activitat dels huracans en les dues temporades." Hi va haver només 5 huracans el 2006 comparat amb els 15 de 2005.
Se sap que un dels principals factors que creen huracans és la temperatura calenta de la superfície de l'aigua del mar. Una teoria sosté que la pols del Sàhara causa que les temperatures superficials del mar siguin més fredes el 2006 que el 2005.

## Pols asiàtica

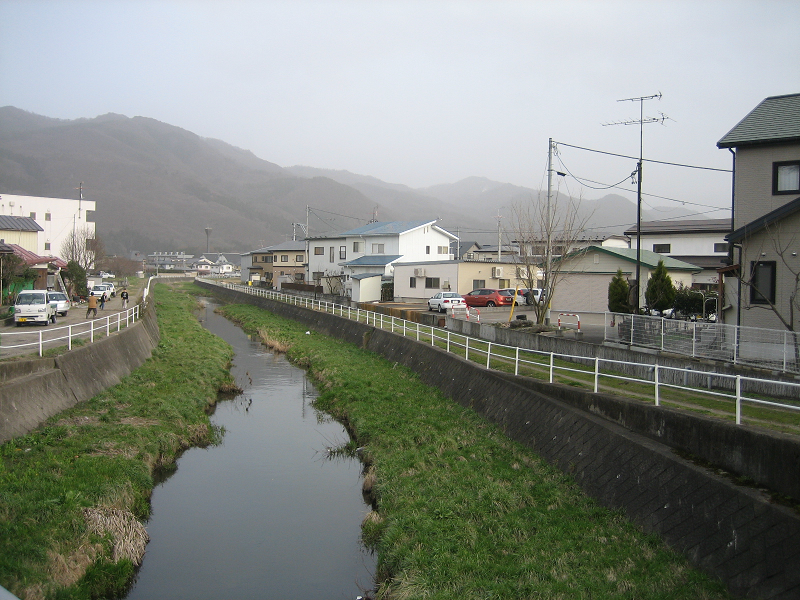
Pols a l'Àsia el 2 d'abril de 2007Aizuwakamatsu, Japó

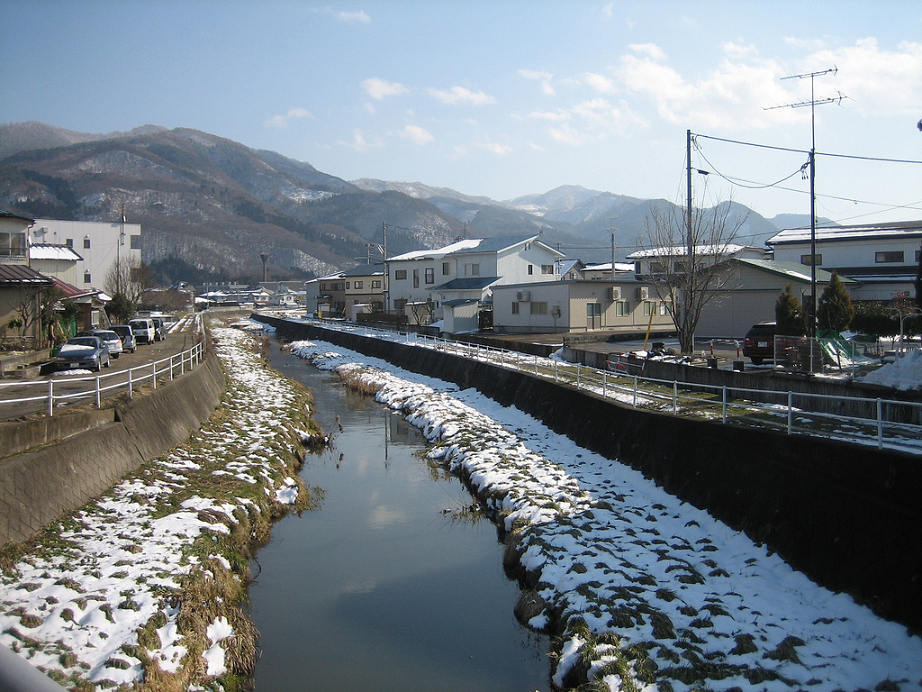
Aizuwakamatsu, Japó en un dia clar.

A l'Àsia oriental els episodis de pols del desert del Gobi ocorren a la primavera en el fenomen anomenat Pols asiàtica.
Els aerosol es transporten cap a l'est i travessen Xina, Corea, i Japó.
De vegades concentracions significatives d'aquesta pols poden arribar a l'oest dels Estats Units.
Les zones afectades per la pols asiàtica experimenten reducció de la visibilitat i problemes de salut en la gola i dificultats respiratòries.
Però els efectes no són estrictament negatius, ja que es dipositen en els sòls minerals importants.